# MyWheels
MyWheels is een Nederlands autodeelbedrijf, dat sinds 1993 in Nederland actief is.
Het is opgericht in 1993 als Auto HuurSaam (een samentrekking van auto, huren, samen en duurzaam) als een buurtinitiatief in Grootebroek met auto's van een lokaal autobedrijf. Tien jaar later ging dat op in de coöperatie Wheels4All met Ronald Haverman, de bedenker van de OV-fiets, later als directeur. In 2011 werd MyWheels de merknaam op initiatief van Haverman. 
Sinds 2022 biedt MyWheels meer dan 3.000 auto's aan 190.000 actieve gebruikers. In de grote steden staan honderden auto's op straat te huur, met ongeveer een derde van alle auto's in Amsterdam. In tientallen kleine plaatsen zijn maar enkele auto's te huur.
Tot 1 februari 2020 konden ook de auto's van particulieren gehuurd worden via MyWheels als platform, vergelijkbaar met concurrent SnappCar dat daardoor met allerlei soorten auto's, ook in buitenwijken en buiten steden, een hogere landelijke dekkingsgraad bereikt. Een dergelijke vorm van autodelen is vooral voordelig voor incidenteel gebruik, zoals een dagtrip of een vakantie.
De MyWheels-auto's worden vanaf de straat gehuurd, nadat de huurder via de app heeft gereserveerd. Met de app op de smartphone kan de auto worden geopend en afgesloten. 
De auto's staan op vaste parkeerplaatsen of in zones waar de auto aan het einde van de huurperiode naar terug moeten keren. In 2023 was het van juli tot november kortstondig mogelijk een 'enkele reis' te maken, zoals bij 'free floating' huurauto's van concurrenten, maar dit is vooralsnog weer gestopt omdat het inefficiënt bleek. 
Auto's worden beheerd door zogenaamde 'sleutelfiguren' die daarvoor worden gecompenseerd met een korting op het huren van de auto en extra's.
Sinds 2019 is het bedrijf onderdeel van The Sharing Group geworden, een investeringsmaatschappij voor duurzame ondernemingen en in 2020 heeft Mijndomein een meerderheidsbelang genomen in MyWheels. Mijndomein had het Rotterdamse autodeelbedrijf Juuve al en dat is in 2021 op gegaan in MyWheels. Het jaar erop werd Connect Car overgenomen  en fuseerde het met Amber, een spin-off van de TU Eindhoven . In 2023 volgde een samenwerking met We Drive Solar .   